# 투야
투야(To-ya)는 1999년에 결성하고, 2000년에 데뷔한 대한민국의 3인조 여성그룹이다. 그룹 이름은 람세스 2세의 어머니 튜야(Tuya)에서 착안했다. 이들은 한국 데뷔 이전에 2000년 11월 일본에서 먼저 싱글 앨범 'Are You..?'를 발매하고 대한민국에서는 2001년에 정규 1집 'Look'을 발표하며 데뷔한다. 대표곡으로는 '봐', '가' 등으로 활동했다. 2집 준비 도중 소속사 문제로 2003년 초 해체되었다.

## 멤버

### 현재 멤버
김지혜, 류은주, 안진경

### 탈퇴 멤버
김현지 (데뷔 전)

## 약력
1999년, 투야는 청소년 연기자로 이름을 알린 김지혜를 필두로 메인보컬 안진경과 김현지 총 3명의 구성으로 결성되어 1999년 3월 28일에 데뷔 기자회견을 가지고 그 해 7월에 일본과 한국 동시에 싱글을 발표하며 데뷔할 예정이었으나 2000년 4월, 일본에서 레슨을 받던 도중 김현지가 학업의 이유로 탈퇴하면서 무산되었다.
이 후 일본에서 잡지 모델로 활동하던 류은주를 영입하여 2000년 11월 일본에서 싱글 앨범 'are you..?'를 릴리즈하며 데뷔했다. '핑크 파파라치'에 출연하는 등 각종 프로모션 투어와 라디오, TV 방송을 통해 4개월 동안 일본 활동을 펼쳤다. 2001년 2월 2월 약 1500석의 시부야 ax에서 단독 라이브 콘서트를 끝으로 활동을 정리한 뒤 한국 앨범 제작을 위해 귀국했다. 약 5개월간의 작업 끝에 2001년 7월 한국에서도 1집 앨범 <Look>으로 데뷔한다. 타이틀곡 '봐'는 작곡가 박근태의 곡으로 레게 풍 사운드의 댄스곡으로 바비킴이 피쳐링에 참여하며 인기를 끌었다. 그리고 후속곡 '가'도 인기몰이를 하면서 투야의 가능성을 보여주었다. 2001년 서울가요대상에서 신인가수상을 수상하고 바로 2집 준비에 들어가지만 발매를 앞두고 소속사 에이스타즈가 도산처리되면서 2003년 해체되었다. 결국 1집 앨범이 첫 앨범이자 마지막 앨범이 되었으며 해체 후 안진경은 지니스와 베이비복스리브를 거쳐 2010년 2월에 솔로가수로 데뷔했고 현재는 배우로 활동중이다. 류은주와 김지혜는 결혼하였다.
그러던 2016년 4월, JTBC '투유 프로젝트 - 슈가맨'에 완전체로는 15년만에 모습을 드러내 많은 화제를 낳았다.

## 작품

### 음반
- 싱글 《are you…?》(2000)
- 정규 1집 《Look》(2001)

### 광고
- 2001년 광동제약 썬키스트쥬디 (소지섭과 함께 출연)

## 수상 내역
- 2001년 서울가요대상 신인가수상[2]

## 참조
1. ↑  https://news.naver.com/main/read.nhn?mode=LSD&mid=sec&sid1=106&oid=001&aid=0004520932
2. ↑  “보관된 사본”. 2014년 5월 2일에 원본 문서에서 보존된 문서. 2014년 4월 30일에 확인함.